# Charles Scribner's Sons
Charles Scribner's Sons es una editorial estadounidense.
Fundada en 1846 a través de la colaboración de Charles Scribner e Isaac Baker, con la formación de «Scribner & Baker», sin embargo tras la muerte del segundo la compañía pasaría a denominarse «Charles Scribner Company», en 1851. En 1878 tomó el nombre de «Charles Scribner's Sons».  Tras la muerte del Charles Scribner original, en 1871, la firma fue controlada por sus herederos, Charles Scribner II, Charles Scribner III y Charles Scribner IV, sucesivamente. La editorial publicó a autores como Ernest Hemingway o F. Scott Fitzgerald.
 Tras unirse en 1978 a la editorial Atheneum, la compañía producto de la fusión fue absorbida en 1984 por Macmillan.